# Lang Pching
Lang Pching (čínsky: 郎平, pchin-jinem: Lang Ping; 10. prosince 1960 Tchien-ťin) je bývalá čínská volejbalistka a v současnosti volejbalová trenérka. Jako hráčka měla přezdívku „železné kladivo“. V roce 2002 byla uvedena do mezinárodní volejbalové síně slávy. S čínskou volejbalovou reprezentací žen vyhrála olympijský turnaj v Los Angeles roku 1984 a mistrovství světa v roce 1982. Po skončení hráčské kariéry žila nějaký čas ve Spojených státech, kde studovala angličtinu a sportovní management v Los Angeles a v Novém Mexiku. Poté se vrhla na trenérskou dráhu, nejprve vedla čínskou ženskou reprezentaci (1995-1998), s níž získala stříbro na olympijských hrách v Atlantě roku 1996 a stříbro na světovém šampionátu v roce 1998. V letech 2005-2008 trénovala americkou ženskou reprezentaci, s níž získala stříbro na olympijských hrách v Pekingu roku 2008, čímž byl vyrovnán nejlepší americký výsledek v historii. Od roku 2013 znovu vede reprezentaci čínskou, přičemž získala od té doby stříbro (2014) a bronz (2018) na mistrovství světa a vyhrála olympijské hry v Riu roku 2016. Roku 1996 byla Mezinárodní basketbalovou federací vyhlášena trenérkou roku.